# Seznam ministrů kultury Slovenské republiky
Toto je seznam ministrů kultury Slovenské republiky, který obsahuje chronologický přehled všech členů vlády Slovenské republiky (včetně slovenských vlád v rámci československé federace) působících v tomto úřadu.
| Jméno               | Nominovaný  | Od                | Do                | Poznámka |
| ------------------- | ----------- | ----------------- | ----------------- | -------- |
| Miroslav Válek      | KSS         | 2. ledna 1969     |                   |          |
| Pavel Koyš          | KSS         |                   |                   |          |
| Ladislav Chudík     | VPN         | 12. prosince 1989 | 29. března 1990   |          |
| Ladislav Snopko     | VPN         | 29. března 1990   | 26. června 1990   |          |
| Ladislav Snopko     | VPN         | 27. června 1990   | 22. dubna 1991    |          |
| Ladislav Snopko     | VPN         | 23. dubna 1991    | 24. června 1992   |          |
| Dušan Slobodník     | HZDS        | 24. června 1992   | 15. března 1994   |          |
| Ľubomír Roman       | KDH         | 15. března 1994   | 13. prosince 1994 |          |
| Ivan Hudec          | HZDS        | 13. prosince 1994 | 30. října 1998    |          |
| Milan Kňažko        | SDK         | 30. října 1998    | 15. října 2002    |          |
| Rudolf Chmel        | ANO         | 16. října 2002    | 24. května 2005   |          |
| František Tóth      | ANO         | 25. května 2005   | 5. dubna 2006     |          |
| Rudolf Chmel        | ANO         | 5. dubna 2006     | 4. července 2006  |          |
| Marek Maďarič       | SMER-SD     | 4. července 2006  | 8. července 2010  |          |
| Daniel Krajcer      | SaS         | 9. července 2010  | 3. dubna 2012     |          |
| Marek Maďarič       | SMER-SD     | 4. dubna 2012     | 23. března 2016   |          |
| Marek Maďarič       | SMER-SD     | 23. března 2016   | 7. března 2018    |          |
| Peter Pellegrini    | SMER-SD     | 7. března 2018    | 22. března 2018   |          |
| Ľubica Laššáková    | SMER-SD     | 22. března 2018   | 21. března 2020   |          |
| Natália Milanová    | OĽaNO       | 21. března 2020   | 15. května 2023   |          |
| Silvia Hroncová     | nestranička | 15. května 2023   | 25. října 2023    |          |
| Martina Šimkovičová | SNS         | 25. října 2023    |                   |          |